# Almen studieforberedelse
Almen studieforberedelse (i daglig tale kaldet AT) var et tværfakultært gymnasiefag på STX-uddannelsen. Et AT-undervisningforløb er et forløb, hvor et emne, et historisk nybrud eller andet, skal behandles af mindst to fag fra mindst to forskellige gymnasiale fakulteter: naturvidenskabeligt, humaniora eller samfundsvidenskabeligt.
Faget blev afskaffet i sommeren 2016.

## Historie
Almen studieforberedelse blev indført som fag, da gymnasiereformen af 2004 indførtes i sommeren 2005. Som udgangspunkt skulle AT dække 20% af undervisningstiden i grundforløbet. Dette skabte en række problemer,[kilde mangler] og som følge heraf blev det fra undervisningsministeriets side reguleret, således at elever, der startede i sommeren 2006, kun skulle have 10% af deres undervisningstid i grundforløbet dækket af AT.
I efteråret 2007 blev reglerne, og dermed anbefalingerne til hvorledes en AT-eksamen skal se ud, ændret igen. Tidligere havde vejledningen lydt på, at eleverne skulle skrive en synopse, som de ved den mundtlige eksamen skulle gennemgå mere detaljeret og uddybende, end den var skrevet. (En synopsis skrives i punkt- og pileform som note- og stikordsark). Dette blev ændret til, at synopsen nu skulle danne en fælles vidensbaggrund for elever og lærere ved eksaminationen, og at eleverne skulle drage de vigtige konklusioner, de mest selvstændige arbejder og de fagligt mest interessante analyser frem under eksaminationen.
Desuden forventedes det i større eller mindre grad, at man ved den mundtlige eksamination medbragte nyt materiale og dermed var blevet klogere, siden man afleverede synopsen.[kilde mangler] Dette ledte frem til ideen om det såkaldte talepapir. Dette talepapir skulle bruges som udgangspunkt for den mundtlige eksamination, således at man her angav konklusionen af synopsen, man fremhævede og uddybede analyserne fra synopsen, man medtog nyt materiale, som ikke var i synopsen, perspektiverede emnet til nutiden/fortiden samt til studierapporten, foruden at man diskuterede og gjorde rede for, hvilke metoder og teorier man havde anvendt i sin synopsis, og på hvilke områder man kunne se en styrke/svaghed i den ene teori frem for den anden. På denne måde førte man altså synopsen "et skridt videre" ved den mundtlige eksamination.
For den årgang, der startede med AT i 2005, var der debat om netop dette fag, da ingen, ej heller undervisningsministeriet, kunne melde klart ud, hvad der forventedes af elever og lærere i dette fag.[kilde mangler] Derfor var der frustrationer blandt såvel elever som lærere landet over, hvilket i vinteren 2007/2008 førte til, at mange elever landet over truede med at boykotte deres fastlagte eksamen i AT. Bl.a. bakkede Danske Gymnasieelevers Sammenslutning op om dette tiltag. Debatten kom så vidt, at SF indkaldte forligsparterne blandt gymnasiereformen til et hastemøde om sagen. Beslutningen ved dette hastemøde blev, at der skulle føres et skærpet tilsyn til AT-eksaminerne, og at der muligvis ville blive ændret på eksamensformen for de kommende årgange (dvs. årgange efter 2005-08 årgangen).
Grunden til elevernes trussel om boykot var deres frygt for retssikkerheden ved denne eksamen. Eftersom AT-faget er tværfagligt, skal synopsisen, der udarbejdes i forbindelse med AT, indeholde viden, fag og metoder fra to forskellige fakulteter. Da der altid er en lærer og en censor til stede ved en "gammeldags" mundtlig prøve, således at censoren kan sikre elevens retssikkerhed i forhold til elevens egen lærer, burde man ifølge eleverne også have en censor og en lærer i hvert fag til AT. Da der som nævnt er 2 fag, skulle der altså sammenlagt være 2 lærere og 2 censorer for at opretholde retssikkerheden. Dette krav ville politikerne ikke gå med til, og i sommeren 2008 blev eksamen i AT-faget trods stor modstand alligevel gennemført som en tvungen, mundtlig eksamen, forstået således, at man ikke kunne undgå at skulle op til AT. Den tvungne eksamen udløste mere modstand mod faget med bl.a. oprettelsen af en gruppe på Facebook.

## Indhold
AT er et tværfagligt fag, som man har på STX igennem alle 3 år, uanset hvilken studieretning man har valgt. 
Da det ikke på forhånd er defineret, hvilke fag som skal indgå i AT, har man igennem de tre år på gymnasiet en lang række AT-forløb, hvor 2 fag i en defineret periode går sammen om at afholde et AT-forløb. Man kan se det som en parallel til de velkendte projektarbejder, hvor man dog som oftest blot arbejder i et fag.
I de tre skoleår definerer skolen/lærerne hvilke 2 fag, der skal arbejde sammen om et AT-forløb. Til det sidste AT-forløb, der skal være elevens eksamensforløb, bestemmer eleven dog suverænt selv, hvilke 2 fag han eller hun ønsker skal belyse et af eleven selvvalgt emne. Eleven bestemmer således både fagkombination og emnet til sit endelige AT-projekt. Kravet til indholdet i AT er ifølge undervisningsministeriet, at man udarbejder en såkaldt synopsis, der bruges som udgangspunkt for den mundtlige eksamination. Ved den mundtlige eksamination er der først et 10-15 minutters oplæg fra eleven med udgangspunkt i talepapiret (se længere nede), hvorefter der er en dialog mellem elev, lærer og censor. Samlet set varer eksaminationen 30 minutter, inkl. votering og skift mellem elever. Derfor er eksaminationens reelle varighed typisk ca. 22-26 minutter.
Undervisningsministeriet melder medio januar et overordnet emne ud for alle landets 3.g'ere. I januar 2008 var emnet f.eks. "Fremtiden – visioner og forudsigelser". Herunder opstilles 2 eller flere opgaver, hvoraf eleven skal vælge én. Opgaven definerer mere præcist, hvad synopsen skal indeholde – evt. hvilke fag man i den specifikke opgave kan gøre brug af. Oftest er opgaverne en definition af, hvad undervisningsministeriet mener med hovedemnet. Ud fra dette hovedemne vælger eleven 2 fag fra 2 forskellige fakulteter (vær opmærksom på, at historie kan arbejde både hermenutisk og samfundsfagligt) samt et underemne til hovedemnet. I de følgende ca. 2 måneder udarbejder eleven en synopsis på baggrund af det valgte emne. Dette gøres i et samspil mellem eleven og 1-2 vejledere. Disse vejledere er lærere, som til sammen har de nødvendige faglige kompetencer inden for emnet. Eksempelvis kunne en elev med en synopsis med elementer fra historie og fysik have en historielærer og en fysiklærer som vejledere. Efter at have udarbejdet den endelige synopsis afleverer eleven denne til skolen, som videreformidler den til hhv. lærer og censor.
I perioden fra eleven har afleveret synopsen til eleven skal op til den mundtlige fremlæggelse, arbejder eleven videre med emnet, fx ved at finde mere og uddybende materiale; måske endda komme frem til en fornyet konklusion på baggrund heraf. Disse nye iagttagelser kan bringes frem til den mundtlige eksamination, der ligger i perioden sammen med de øvrige eksaminationsfag (dét, der tidligere hed læseferien, og som nu hedder studiedage), som til en almindelig studentereksamen. Eleven afslutter AT-eksamensforløbet med den mundtlige eksamen. Faget AT er et obligatorisk eksamensfag.

## Bedømmelse
Eleven får efter prøveaflæggelsen en karakter, der bygger på den mundtlige eksamination. Synopsen indgår ikke i bedømmelsen.
Eleven bedømmes ud fra de faglige mål til AT:
- opnå viden om et emne ved at kombinere flere forskellige fag og faglige hovedområder
- anvende forskellige metoder til at belyse et komplekst problem
- forstå enkeltfaglig viden som bidrag til en sammenhængende verdensforståelse
- vurdere, hvorledes et givet emne indgår i større historiske og/eller nutidige sammenhænge
- vurdere forskellige fags og faglige metoders muligheder og begrænsninger
- anvende indsigt i elementær videnskabsteori og videnskabelige ræsonnementer til at formulere og reflektere over problemstillinger af enkeltfaglig, flerfaglig og fællesfaglig karakter.

## Synopsis
En synopsis er en tekst, der ikke kan stå alene. Den er ikke hovedproduktet, men forudsætter at man senere uddyber en række af dens punkter i den mundtlige fremlæggelse og den efterfølgende dialog. 
Synopsen tillader også, at man tilføjer ny viden – som man ikke havde da man afleverede synopsen – i fremlæggelsen.
Synopsen er altså åben og uafsluttet. På den måde adskiller den sig fra en almindelig skriftlig opgave, som er lukket og afsluttet. En anden forskel er, at man ikke bliver bedømt på selve synopsen, men på fremlæggelsen og dialogen, herunder hvordan man anvender synopsens indhold.
Synopsen skal indeholde meget stof på få sider, hvorfor den skal struktureres stramt. Man bør skrive kort og konkret samt undgå fyldord. Man kan bruge punktopstillinger og korte afsnit som markeres med overskrifter, underoverskrifter og linjeoverspring. Det kan også være en god idé at bruge pile, som angiver en sammenhæng, således at fyldord undgås.

### Synopsisformel
Synopsen skal fylde 3-5 sider, og den skal indeholde:
- Forside med elevens navn, titel på emnet, hvilken opgave, der er valgt, og angivelse af fagkombination
- Problemformulering og herunder præsentation af problemstillinger, (underspørgsmål), der skal sikre, at problemformuleringen bliver besvaret. Problemformuleringen skal præsentere sagen, og den skal formuleres således, at det fremgår, at det overordnede spørgsmål kun kan besvares ved at mindst 2 fakulteter inddrages. Problemstillingerne skal berøre de taksonomiske niveauer i begge fag.
- Diskussion af materialer, teorier og metoder. Dvs.: Hvad har man brugt i besvarelsen af de enkelte problemstillinger og hvorfor?
- Delkonklusioner, dvs. besvarelse af problemstillingerne
- Sammenfattende konklusion, som er klart relateret til problemformuleringen, herunder formulering af spørgsmål til videre undersøgelse
- Perspektivering til problemstillinger, teorier og metoder fra studierapporten
- Litteraturliste

### Indholdet i synopsen/den skriftlige del af AT
Dét, som egner sig bedst til at blive præsenteret i synopsen,[kilde mangler] er følgende punkter:
- indledende tanker
- afgrænsningen af undersøgelsen
- fakta om undersøgelsen
- hovedkonklusion eller hovedpointer

## Talepapiret
Den skriftlige og den mundtlige del af AT er altså ikke det samme. Derfor kræves der et ekstra stykke papir, når man skal fremlægge sin synopsis – det såkaldte talepapir.

### Talepapirets punkter
- kort indledning med afsæt i synopsen, herunder problemformulering og konklusion
- vigtige indholdsmæssige pointer i form af centrale begreber og teorier samt facts og dokumentation
- analysen der har ført frem til konklusionerne
- de fagligt vigtigste og mest selvstændige resultater af undersøgelsen
- forklaring på hvordan man har arbejdet (materialer, teori, metode)
- undersøgelsens perspektiver og begrænsninger, evt. en vurdering af resultaterne med fremhævelse af stærke og svage elementer i synopsen
- afslutning med forslag til emner for dialogen, fx metodeproblemer, uafklarede spørgsmål, mulige, nyopståede spørgsmål samt konsekvenser og perspektiver
- eventuelt en perspektivering i forhold til andre problemstillinger, teorier og metoder fra studierapporten

Det er i den mundtlige del vigtigt at fremhæve synopsens problemformulering og den konklusion, man er kommet frem til i arbejdet med emnet. Herigennem inddrages analysen og perspektiverne af undersøgelsen. På den måde viser man, at man kan bevæge sig på de højere taksonomiske niveauer. Talepapiret er altså en disposition af fremlæggelsen samt et oplæg til den efterfølgende dialog mellem lærer, censor og elev.

## Studierapport
Til AT-eksamen er der et krav om, at eleven kan perspektivere til studierapporten. Denne indeholder en oversigt over de for eleven gennemførte AT-forløb med angivelse af følgende punkter for hvert AT-forløb:
- AT-forløbets emne (Fx evolutionsteorien)
- AT-forløbets tidspunkt (fx 4. semester)
- Angivelse af hvilke 2 fag, der har samarbejdet om emnet
- Indholdet af AT-forløbet/målene med forløbet
- Elevens specialemner
- Evt. angivelse af særlige teorier/metoder/materialer, der har været anvendt i forløbet

Til fremlæggelsen er det vigtigt for eleven at fokusere på, at der lægges vægt på perspektiveringen til de anvendte metoder i de forskellige forløb. Ofte har det valgte eksamensforløb nemlig emnemæssigt ingen forbindelse med tidligere tiders forløb, hvorfor det er teori og metode-perspektiver, der vægtes. Formelt er denne perspektivering dog ikke et krav i den mundtlige del, men hvis lærer og/eller censor spørger ind til studierapporten, forventes det, at eleven kan svare.
Studierapporten skrives i kort form og kan med fordel indsættes i en kasseform, hvor ovenstående punkter er indeholdt. 
Studierapporten er ikke kendt for censor, og derfor skal eleven medbringe studierapporten til eksaminationen, hvor den afleveres til censor. Det er altså først ved selve eksamensbordet, at censor ser denne studierapport, hvorfor kendskabet til denne ikke bliver udtømmende. Derfor er det rimeligt at antage, at det ikke er nødvendigt for eleven at sætte sig grundigt ind i alle tidligere AT-forløb, før han eller hun går op til eksamen. Har eleven blot et overblik over emnerne, deres omfang, perspektiver og konsekvenser samt de anvendte metoder, vil dette være tilfredstillende. 

## Eksempler
Herunder er anført eksempler på AT-forløb, der involverer forskellige fag.
- Matematik-musik: Statistik og sandsynlighed – nodeteori
- Matematik-Historie: Opmålingen af verden. Historien om udforskningen og opmålingen af længdegraden.
- Biologi-religion: Evolutionsteorien i biologisk og religiøst perspektiv
- Oldtidskundskab-matematik: Matematikkens videnskabeliggørelse i den antikke verden – sofisternes argumentation
- Fysik-historie/samfundsfag: Brintsamfundet og dets muligheder/begrænsninger
- Biologi-Samfundsfag: Fedme – hvad og hvorfor?
- Fysik-historie: Fysikkens videnskabeliggørelse i renæssancen bl.a. med fokus på Galilei og den naturvidenskabelige metodes opfindelse
- Engelsk-samfundsfag: Terrorangrebet i London 2005
- Tysk/historie-idræt: Den vesttyske VM-sejr i 1954 og dens betydning for den tyske selvforståelse.
- Tysk-fysik: Den "ariske" fysik i 30´ernes nationalsocialistiske Tyskland.
- Dansk-historie: Michael Strunge og 1980'erne